# Camacha
Camacha (pron. API: [kɐ'maʃɐ]) est une freguesia portugaise située dans la ville de Santa Cruz, dans la région autonome de Madère.
Elle se situe à 32° 40′ 45″ N, 16° 50′ 41″ O. Son altitude est d'environ 700 mètres. Elle est baignée par l'Océan Atlantique au sud et possède une zone montagneuse au nord. Elle compte 7 991 habitants (2001) pour une superficie est de 19,58 km2. Densité : 408,1 hab/km2.
Camacha est reliée par la route ER102 à Funchal et à Santo António da Serra. L'activité principale est l'agriculture, avec quelques commerces, et une importante activité de vannerie. C'est ici que se tint, en 1875, le premier match de football jamais joué entièrement au Portugal. Camacha fut élevée à la catégorie de vila en 1994.

## Freguesias limitrophes
- Porto da Cruz au nord-est
- Santo António da Serra au nord-est
- Santa Cruz à l'est
- Gaula à l'est
- Caniço au sud-est
- Santa Maria Maior au sud-ouest
- Monte à l'ouest et au nord-ouest